# Cabo Río
El Cabo Río es un promontorio de Grecia, que está en la parte septentrional del estrecho de entrada al Golfo de Corinto y de la ciudad de Corinto. Constituye la punta meridional de Etolia entre los golfos de Calidonia. 
Enfrente, en la costa sur y a algo más de una milla náutica de distancia se halla Río de Acaya. Para distinguirse, Río de Etolia se llama Antírrio, contrapuesto a Río de Acaya. Tucídides, sin embargo, lo llama Río de Molicrio.